# حلقة ماسية

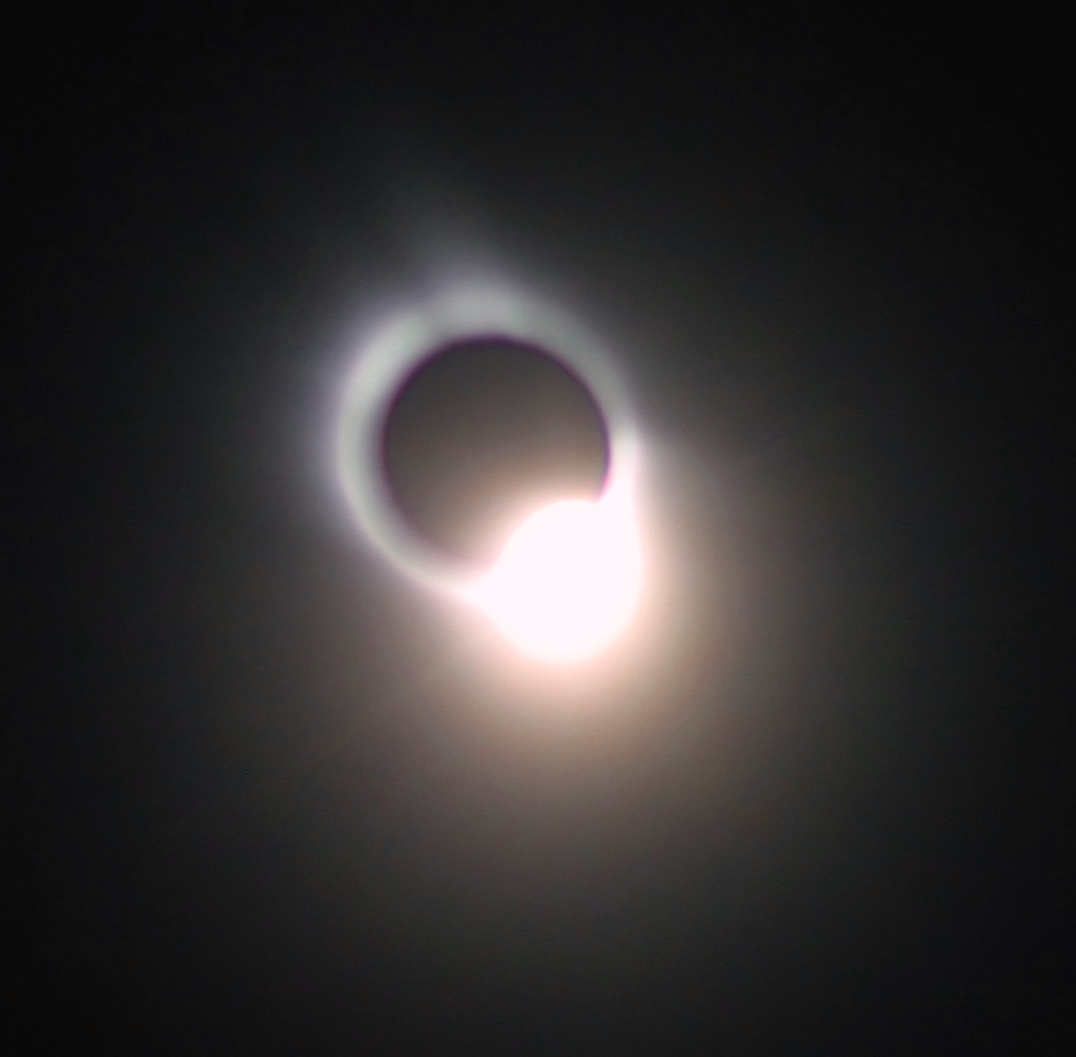
حلقة ماسية

الحلقة الماسية هي حلقة متألقة تظهر على قرص الشمس مباشرة قبل الكسوف الكلي وبعده، وتدوم لعدة ثواني فقط.
وقد تم التقاط صورة لها في 21 نوفمبر عام 1966.

## المصدر
- كتاب كنوز العلم والمعرفة - محمد عبد الرحيم- الجزء 6 ص 87